# 加齊基夫卡
50°44′0″N 28°34′25″E / 50.73333°N 28.57361°E
加齊基夫卡（烏克蘭語：Гацьківка），是烏克蘭北部的村莊，隸屬日托米爾州的日托米爾區。該村面積1.47平方公里，2001年人口221，人口密度每平方公里150.54人。